# Carlos Muñoz Izquierdo
Carlos Muñoz Izquierdo (Ciudad de México, 8 de octubre de 1937-Ciudad de México, 8 de noviembre de 2014) es un economista, catedrático, académico e investigador mexicano. Se ha especializado en la investigación de las técnicas educativas y su implementación. Es considerado como uno de los  pioneros de la investigación educativa en México.

## Estudios y docencia
Obtuvo la licenciatura de Economía en el Instituto Tecnológico Autónomo de México (ITAM) y un doctorado en Planificación Educativa en la Universidad Stanford en Palo Alto, California.
Ha sido catedrático en la Universidad Nacional Autónoma de México (UNAM), en el Instituto Politécnico Nacional (IPN), en la Universidad La Salle (ULSA), en la Universidad Iberoamericana (UIA) y en El Colegio de México (COLMEX). Ha sido profesor visitante en la Universidad de Harvard.

## Investigador
En 1964 fue fundador e investigador del Centro de Estudios Educativos. En 1984 comenzó a colaborar con la Universidad Iberoamericana como coordinador de Posgrado y jefe de la Unidad de Investigaciones Interdisciplinarias en Educación. En 2002 fue fundador del Instituto de Investigaciones para el Desarrollo de la Educación, de la Universidad Iberoamericana Ciudad de México. Es investigador nivel III del Sistema Nacional de Investigadores. Ha sido asesor de la Secretaría de Educación Pública de México, del Instituto Nacional para la Educación de los Adultos, de la Organización de Estados Americanos (OEA) y de la Unesco.
Su labor se ha centrado en la investigación sobre la desigualdad social que impide el acceso a la educación, sobre la calidad de la educación, y sobre los efectos socioeconómicos de la educación formal.

## Obras publicadas
Ha publicado más de doscientos artículos para revistas. Entre sus libros como autor o coautor se encuentran:
- “Factores determinantes de la eficiencia interna de la educación básica para adultos autodidactas” en Educación básica para adultos: experiencias y prospectiva en México, en 1987.
- “Financiamiento de la educación privada en América Latina” en Financiamiento de la educación en América Latina, en 1978.
- La contribución de la educación al cambio social, en 1994.
- Análisis y propuestas para la planeación educativa, en 1995.
- Origen y consecuencias de las desigualdades educativas, en 1996.
- Educación y desarrollo socioeconómico en América Latina y el Caribe, en 2004.
- ¿Cómo puede la educación contribuir a la movilidad social?: resultados de cuatro décadas de investigación sobre la calidad y los efectos socioeconómicos de la educación (1968-2008), en 2009.

## Premios y distinciones
- Premio Científico “Luis Elizondo” en el área de Educación por el Instituto Tecnológico y de Estudios Superiores de Monterrey (ITESM).
- Premio Interamericano de Educación “Andrés Bello” otorgado por la Organización de Estados Americanos (OEA).
- Reconocimiento al Mérito por el Consejo Mexicano de Investigación Educativa.
- Premio a la Contribución de la Educación Superior otorgado por la Asociación Nacional de Universidades e Instituciones de Educación Superior (ANUIES).
- Investigador Emérito por el Instituto de Investigaciones para el Desarrollo de la Educación (Inide) de la Universidad Iberoamericana (UIA).
- Doctor honoris causa por el Sistema Universitario Jesuita (SUJ) en 2010.
- Premio Nacional de Ciencias y Artes en el área de Historia, Ciencias Sociales y Filosofía por la Secretaría de Educación Pública en 2012.[5]